# Bissjön
Bissjön är en by som ligger ca 8 km nordväst om Lövånger i Lövångers socken i Skellefteå kommun. Namnet antyder att det funnits björnar i byn, då den i jordaboken från år 1543 också kallades Björnasjön. Byn fick elektricitet 1918 och första bilvägen kom på 1920-talet. 